# يعقوب بن كلس
يعقوب بن يوسف بن كلس وُلد لعائلة يهودية عام 930م في بغداد. وفي بغداد نشأ وتربى بها؛ وسافر مع أبيهِ إلى بلاد الشام ثم سافر منها إلى مصر سنة 331هـ، فاتصل ببعض خواص كافور حاكم مصر فعهد إليهِ بعمارة دارهِ ورأى فيهِ النجابة والنزاهة فعينه في ديوانهِ الخاص؛ ولم تزل حظوته تزداد عند كافور حتى أمر أصحاب الدواوين ألا يُصرف شيء من المال إلا بتوقيع ابن كلس سنة 336هـ.

## إسلامه
في شعبان سنة 356هـ أظهر ابن كلس إسلامه وصلى في الجامع؛ فزادت حظوته عند كافور.

## حبسه
لما كان الوزير جعفر بن الفضل بن الفرات يحسد ابن كلس ويحقد عليه، حبسه ثم أطلق سراحه بعد أن بذل الأموال الطائلة؛ فتوجه إلى المغرب.

## اتصاله بالفاطميين حكام بلاد المغرب
في المغرب، خدم الخليفة المعز لدين الله الفاطمي وعاد معه إلى مصر؛ واكتسب حظوة عند الخليفة العزيز بالله الفاطمي وتولى أموره ثم ولي الوزارة.

## مؤلفاته
له عدة مؤلفات في الفقه مثل:
واكثر مؤلفاتة مفقودة ولم يبقى منها الا
- كتاب «مصنف الوزير».
- «الرسالة الوزيرية».